# Ichneumon picatus
Ichneumon picatus är en stekelart som beskrevs av Gmelin 1790. Ichneumon picatus ingår i släktet Ichneumon och familjen brokparasitsteklar. Inga underarter finns listade i Catalogue of Life.